# Налибоки
Нали́боки (бел. Налíбакi) — агрогородок в Столбцовском районе Минской области Беларуси. Административный центр Налибокского сельсовета. Население 515 человек (2009).

## География
Агрогородок находится на западе Минской области, в 36 км к северо-западу от райцентра, города Столбцы и в 23 км к юго-западу от города Ивенец. Село стоит на восточной окраине обширного заболоченного лесного массива, получившего по имени села имя Налибокская пуща и являются своеобразными «воротами» в лесные угодья. Местность принадлежит бассейну Немана, в Налибоках берут начало две маленькие речки, Лебежода и Каменка, впадающие в канализированное в нижнем течении русло реки Уса. Через село проходит местная автодорога Клетище — Налибоки — Деревная. В 12 км к юго-западу проходит граница с Гродненской областью.

## История
Первое письменное упоминание о Налибоках датируется 1447 годом, им последовательно владели Гедигольдовичи, Кезгайлы, Завиши и Шеметы. С 1555 года — в собственности Николая Радзивилла «Чёрного».
После административно-территориальной реформы середины XVI века в Великом княжестве Литовском местность вошла в состав Минского повета Минского воеводства. В 1636 году Радзивиллы выстроили здесь костёл, перестроенный в 1699 году. Местечко являлось центром ловецтва — отдельного владения Радзивиллов, которое включало в себя огромные лесные массивы в Верхнем Понеманье.
С 1793 года после второго раздела Речи Посполитой Налибоки вошли в состав Российской империи, принадлежали Ошмянскому уезду Виленской губернии. Состоянием на 1801 в городке был 61 двор, костёл, магазин, пивоварня, трактир.
В 1830 году рядом с местечком открыт железнорудный рудник. В 1852 году металлургическое производство состояло из Руднянского и Клетищского заводов. В разное время здесь выпускали железнодорожные рельсы, прокат и прочие железные изделия. В середине XIX века в металлургическом производстве были заняты 218 рабочих. По объёму продукции Налибокский металлургический комбинат в 1852-57 был крупнейшим на территории современной Беларуси. Согласно результатам переписи 1897 года здесь было 224 двора, костёл, молитвенный дом, 2 школы, больница, волостной суд, трактир.
После подписания Рижского мирного договора (1921) Налибоки оказались в составе межвоенной Польши, где стала центром гмины Столбцовского повета Новогрудского воеводства.
В 1939 Налибоки вошли в БССР, где стали центром сельсовета.
8 мая 1943 года в Налибоках (в Налибокской пуще) была совершена карательная операция советских партизан против польского отряда самообороны, в ходе которой погибло 128 местных жителей, в том числе женщины и дети.

## Налибокский исполнительный комитет
Налибокский сельский Совет: образован из двух сельских Советов — Теребейновского и Рудня Пильнянского (именовался Прудским сельсоветом)
1962 году — ликвидация Ивенецкого района, Налибоки входят в состав Столбцовского района и становятся центром сельсовета.

## Культура
- Музей ГУО "Налибокская средняя школа"

## Достопримечательности
- Католический храм Вознесения Девы Марии (1935—39 гг)[7]
- Православный храм святого Архангела Михаила (2003—2006)[8]
- Часовня временная (1990-е гг.)
- Брама (XIX в.)

## Галерея

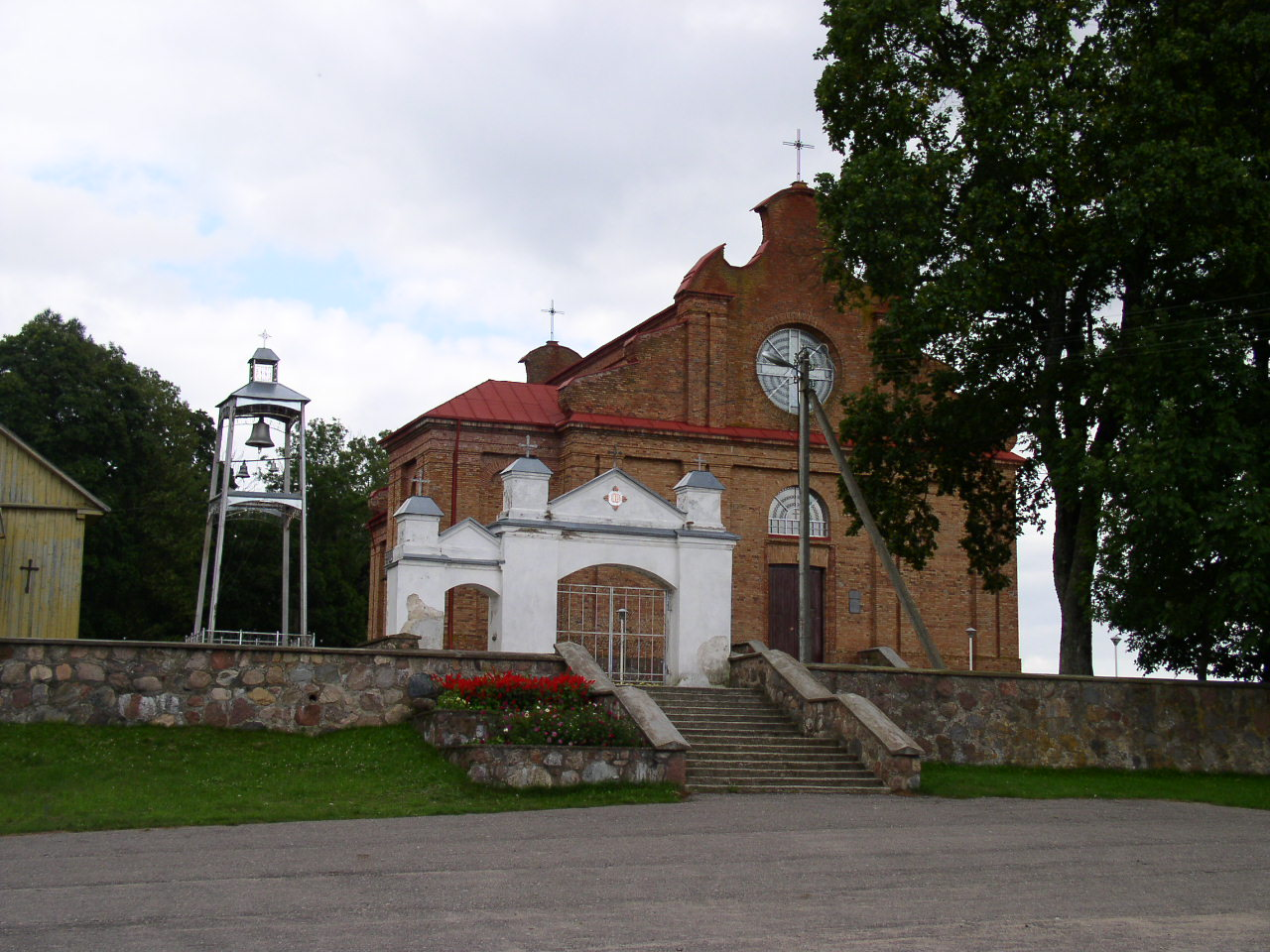
Католический храм Вознесения Девы Марии
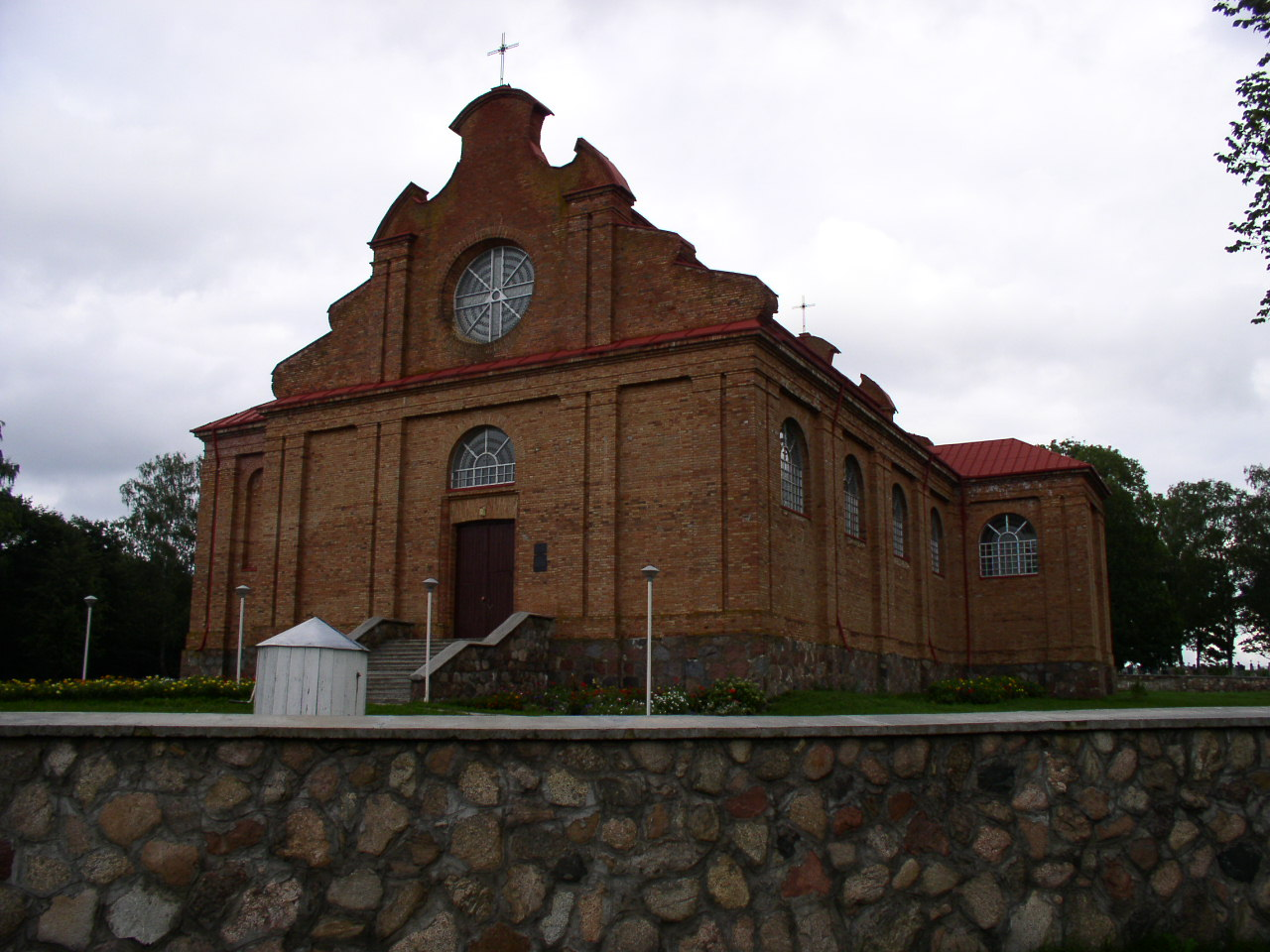
Католический храм Вознесения Девы Марии
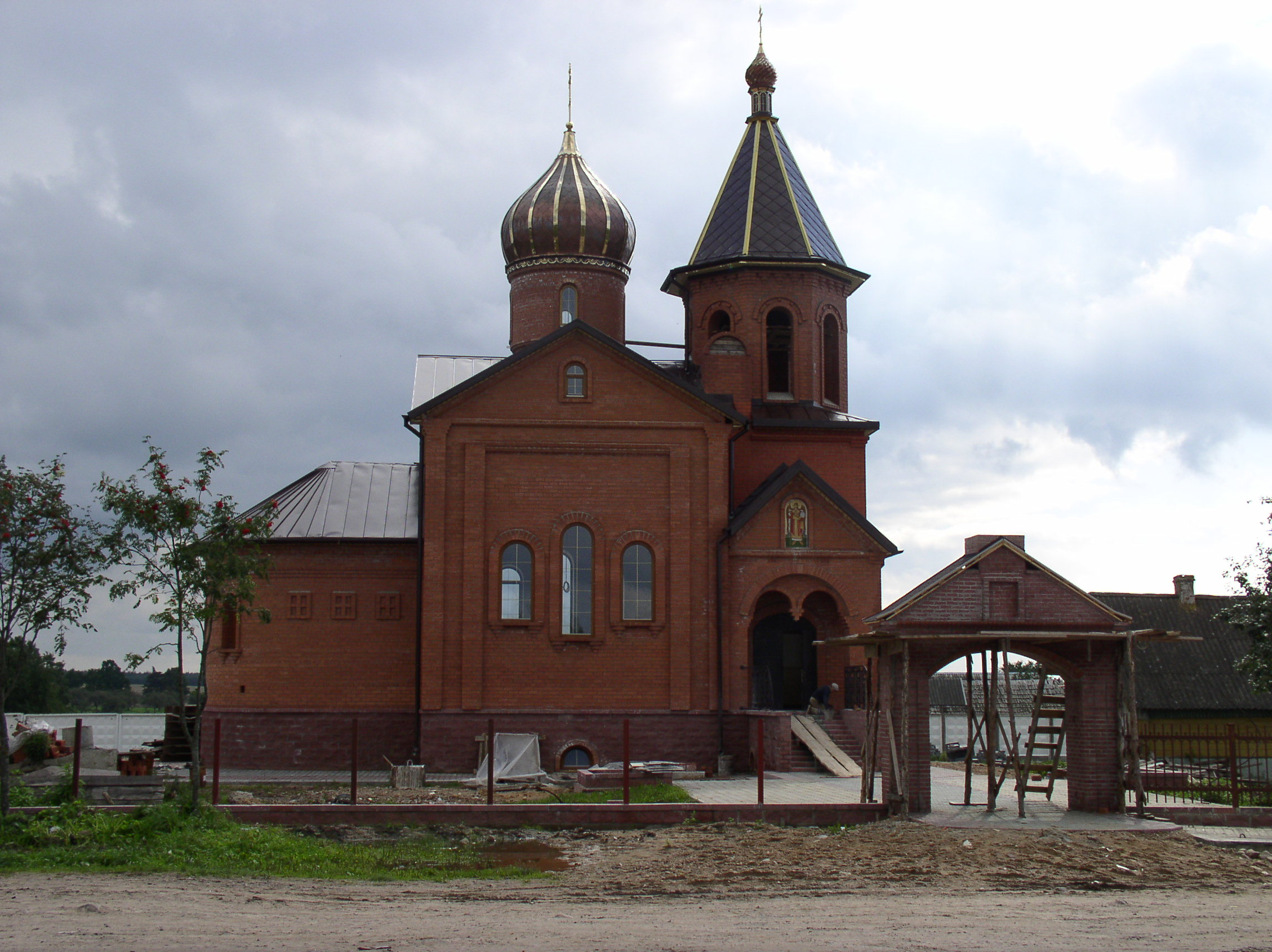
Православный храм Архангела Махаила
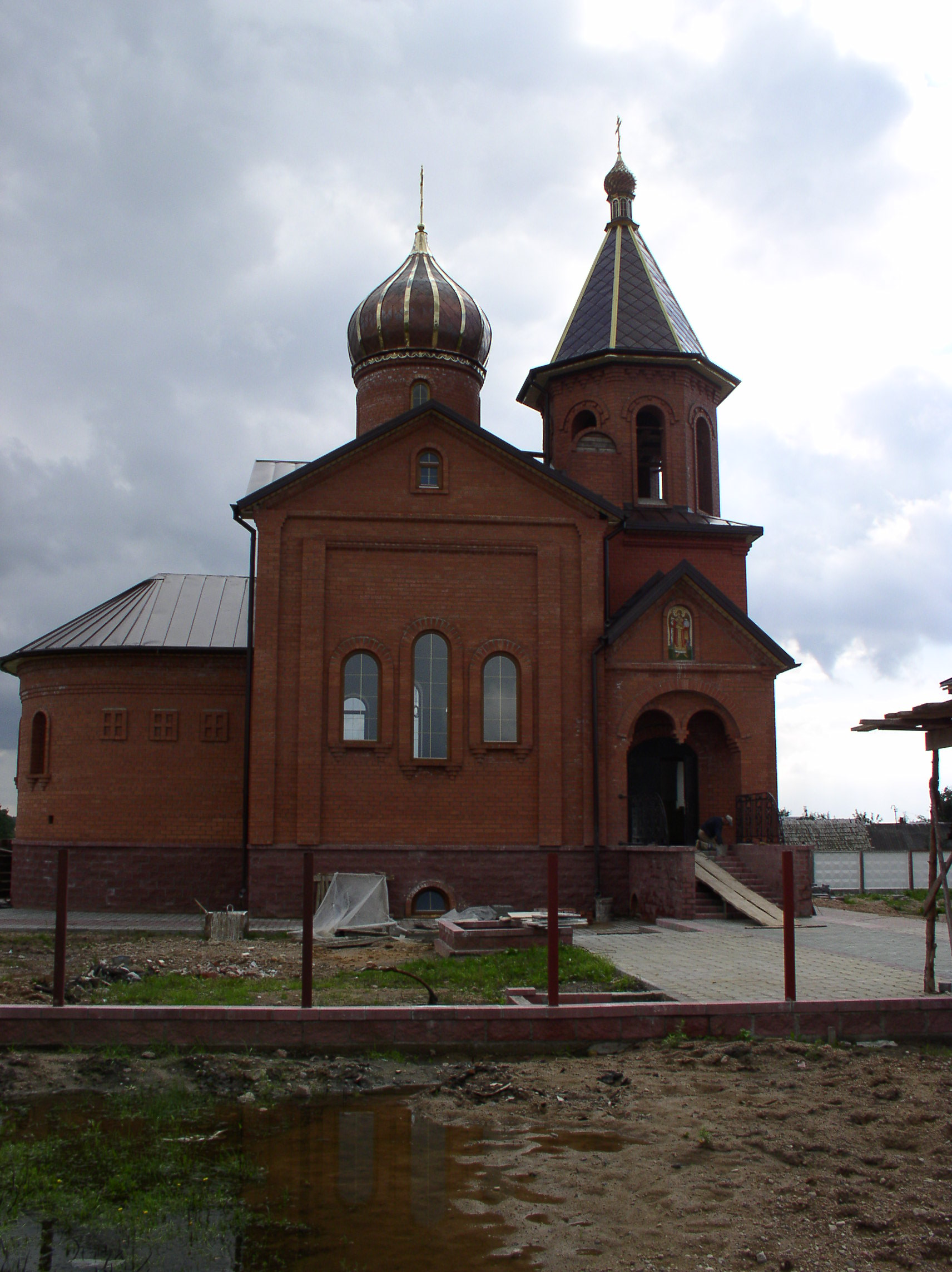
Православный храм Архангела Махаила

## Факты
- С 1722 по 1862 гг. в Налибоках действовала стекольная мануфактура, выпускавшая уникальную продукцию, которая успешно конкурировала с лучшим европейским стеклом, такими как богемское и потсдамское.
- Ранее местные мастера производили довольно известные налибокские крепкие напитки.